# Nardodipace

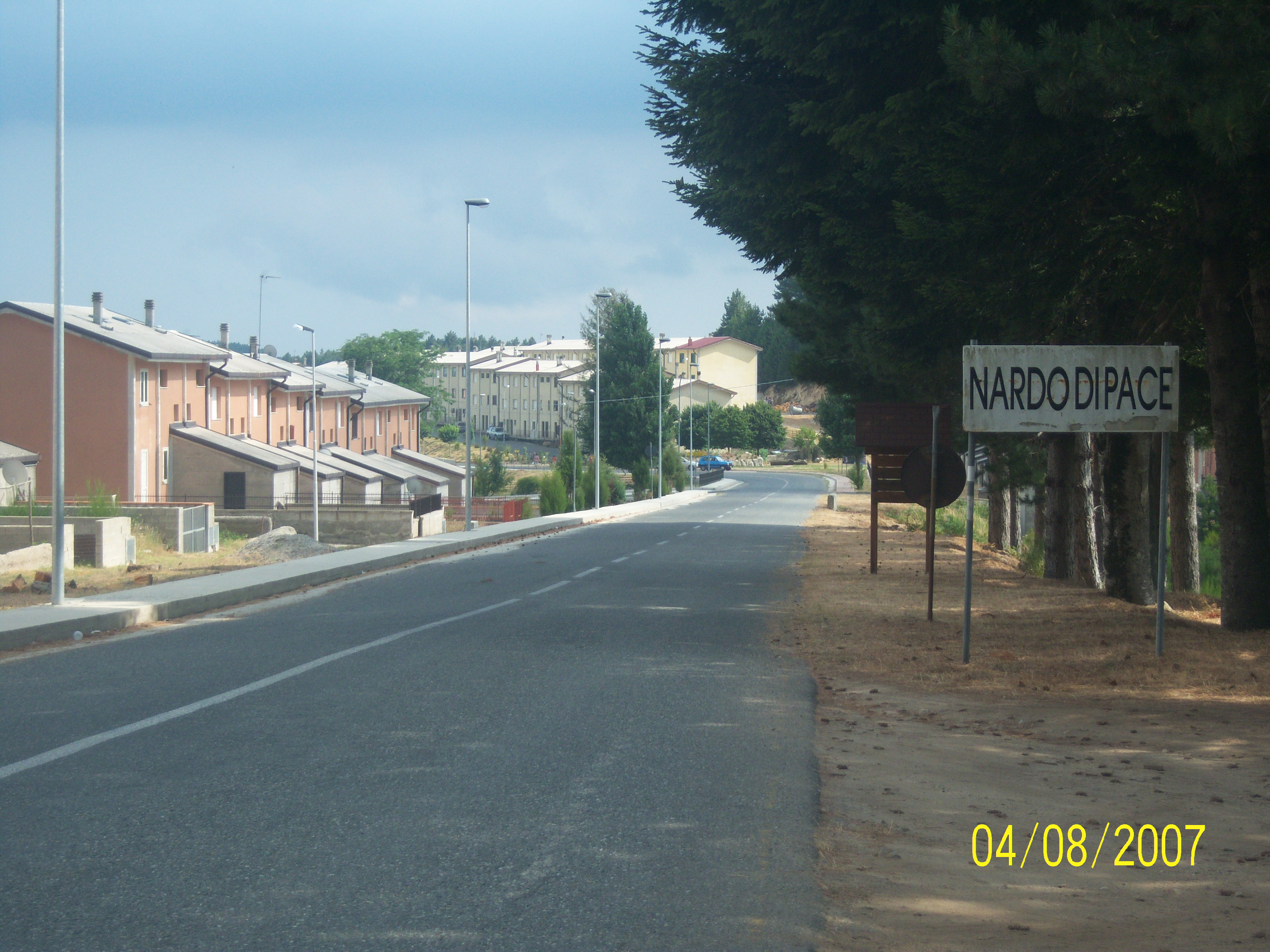
Einfahrt in den Ort

Nardodipace (im kalabresischen Dialekt: Narduepaci) ist eine süditalienische Gemeinde (comune) mit 1055 Einwohnern (Stand 31. Dezember 2023) in der Provinz Vibo Valentia in Kalabrien. Die Gemeinde liegt etwa 31 Kilometer südöstlich von Vibo Valentia am südwestlichen Rand der Serre Calabrese und grenzt unmittelbar an die Metropolitanstadt Reggio Calabria. Bis 1901 war die Gemeinde Teil der Nachbargemeinde Fabrizia.

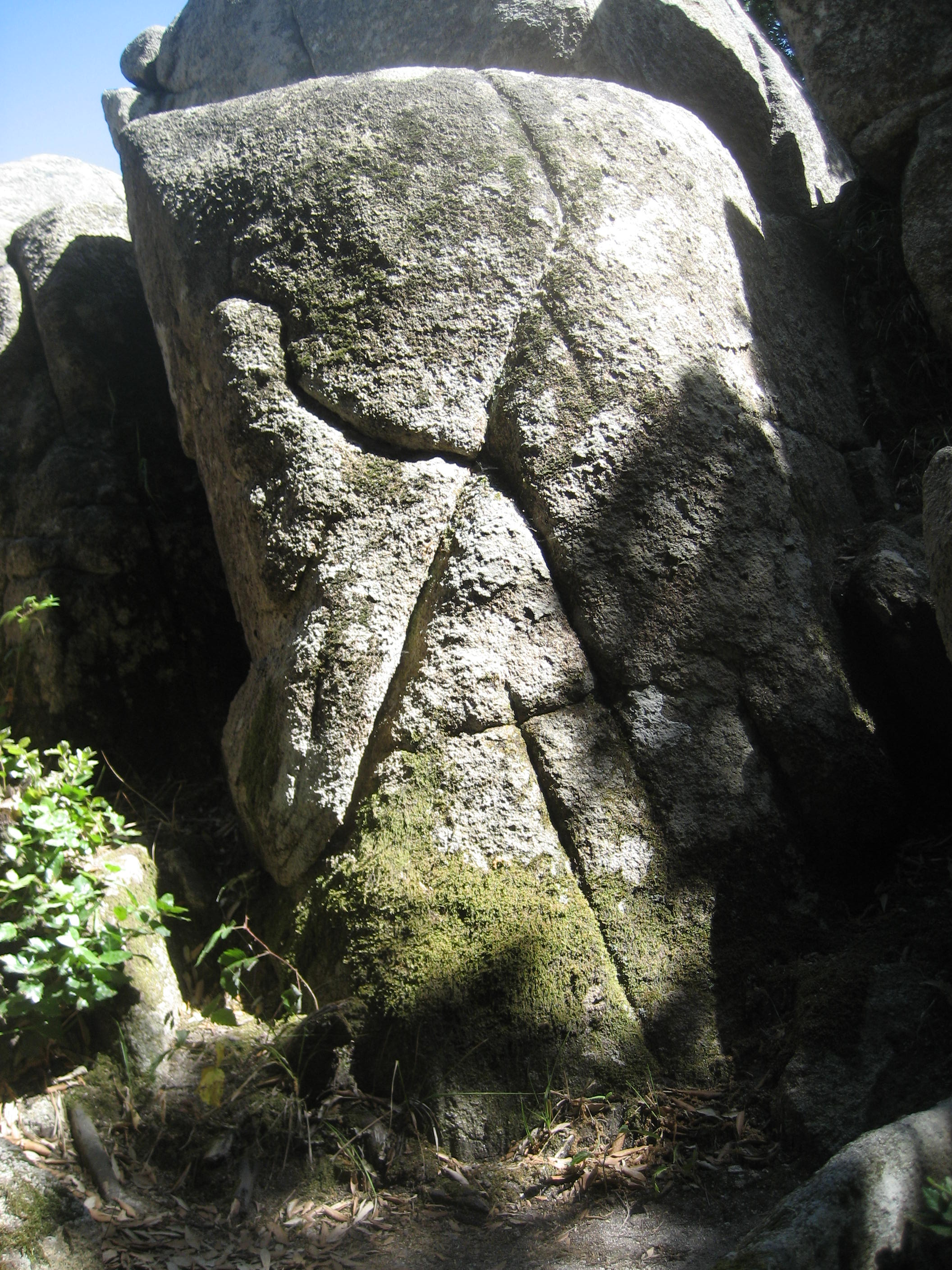
Megalith